# 吉田鎮雄
吉田 鎮雄（よしだ しずお、1930年（昭和5年）8月30日 - 1996年（平成8年）3月16日）は、愛知県出身の日本の彫刻家。

## 来歴
1930年（昭和5年）8月30日、愛知県名古屋市中区に生まれる。名古屋市昭和区の南山中学校・高等学校を経て武蔵野美術学校（現武蔵野美術大学）を卒業した。
大学在学中に日展初入選しており、この時より20年以上も女性像を造り続けた。以後、1965年（昭和40年）に「懐」が日展特選受賞、続く1968年（昭和43年）にも「稔」が特選を受賞している。また、この年には名古屋女子大学の教授となった。
1979年（昭和54年）、第11回日展にて日展会員賞受賞。
1981年（昭和56年）には愛知県芸術文化選奨文化賞を受賞している。
1994年（平成6年）5月30日、「遊憩」が第50回日本芸術院賞を受賞、同年日展理事就任。
1998年（平成8年）3月16日、65歳で死去した。

## 制作物
- 「懐」 - 1965年日展特選[1]
- 「稔」 - 1968年日展特選[1]
- 「躍動」 - 1971年設置、名古屋市体育館内[8]
- 「ライネルス校長胸像」 - 1957年設置、南山中学校・高等学校内[3]
- 「萌姿」 - 1978年設置、久屋大通公園内[9]
- 「踏」[10]